# جامع الملك عبد العزيز (مانسيرا)
جامع الملك عبد العزيز بن عبد الرحمن آل سعود في مدينة مانسيرا، هو هدية مقدمة من المملكة العربية السعودية إلى جمهورية باكستان الإسلامية، وذلك إثر الزلزال المدمر الذي أصاب مناطق باكستانية في 8 أكتوبر 2005.

## الوصف
يقع الجامع ضمن حرم جامعة هزاره بمدينة مانسيرا على مساحة إجمالية تقدر بـ 41 ألف متر مربع تقريباً، ويتكون من الجامع والمساحات الملحقة به والمخصصة للصلاة وبعدد إجمالي يتجاوز 10 آلاف مصل، بالإضافة إلى مبنى سكن الإمام والمؤذن والمباني الخاصة بالمرافق الخدمية الأخرى، وكذلك الحدائق العامة ومواقف السيارات. وقد روعي في التصميم للمشروع اللمسات المعمارية الإسلامية والذي يحاكي في تصميمه المسجد الحرام في مكة المكرمة.